# V.42bis
V.42bis - to rekomendacja CCITT (obecnie ITU-T), która specyfikuje powszechnie obecnie używany adaptatywny standard kompresji danych stosowany w modemach wdzwanianych (połączenie wdzwaniane, ang. dial-up) w celu redukcji objętości przesyłanych danych i lepszego wykorzystania pasma telekomunikacyjnego, co jest zwykle „wąskim gardłem” tego typu połączeń.
Standard V.42bis stosuje adaptatywny algorytm kompresji typu Lempel Ziv oparty na dynamicznym użyciu specjalnego wewnętrznego słownika i może także pracować w trybie „przeźroczystym”, w którym transmitowane dane są nieskompresowane. Algorytm ten nosi nazwę „BTLZ” (British Telecom Lempel Ziv) i został stworzony przez Alana Clarka (który w tym czasie pracował w British Telecom, a potem w CTO należącym do Hayesa).
Protokół ten także przenosi komendy modemowe.